# Grauman's Egyptian Theatre
El Grauman's Egyptian Theatre (Teatro Egipcio de Grauman, en español) es un famoso teatro estadounidense situado en el 6706 de Hollywood Boulevard en Hollywood, California. El local abrió sus puertas en 1922 y desde entonces ha sido uno de los puntos de referencia más reconocibles y visitados del sur de California, al igual que el Teatro Chino y el teatro El Capitán.

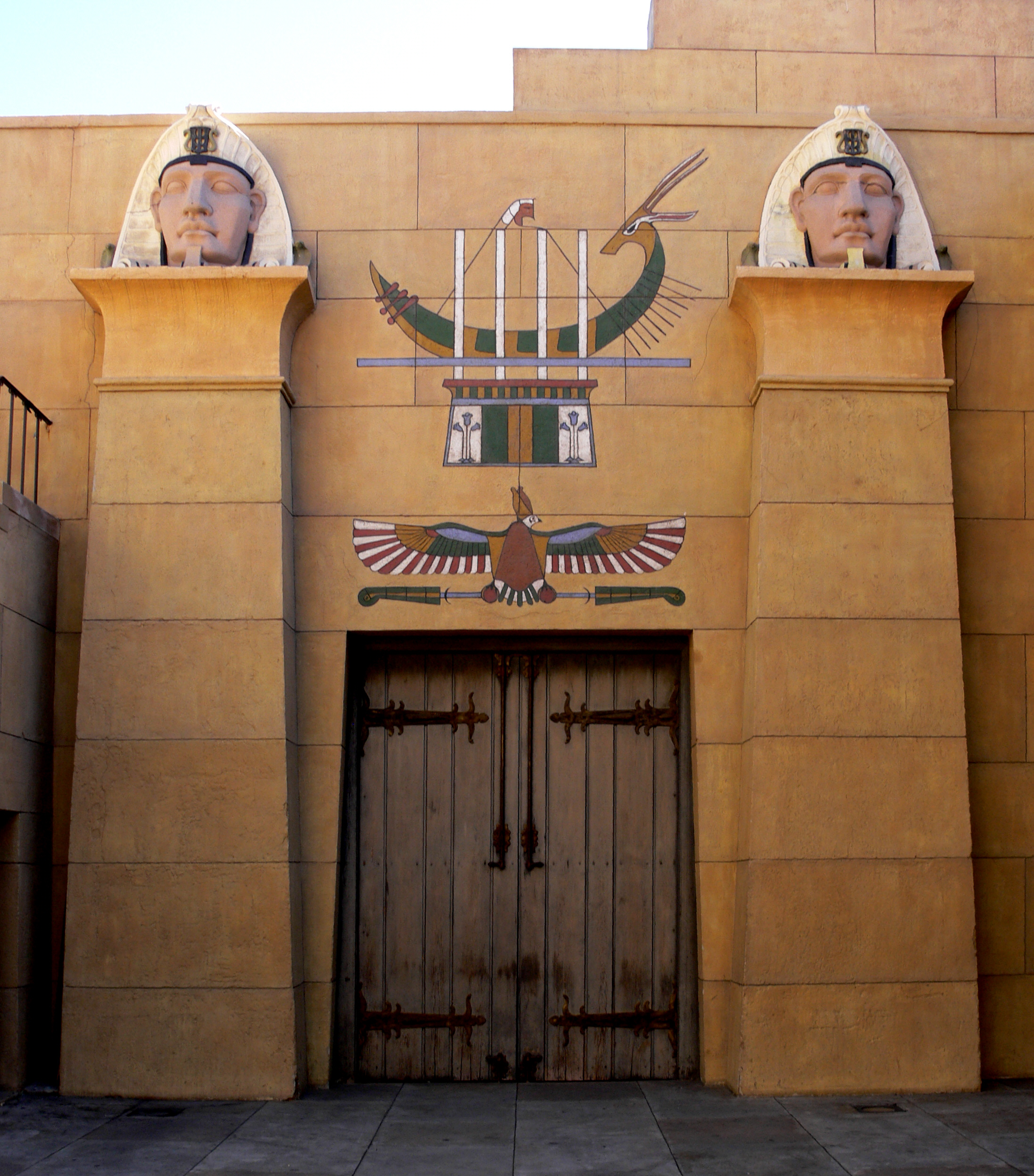
Entrada principal

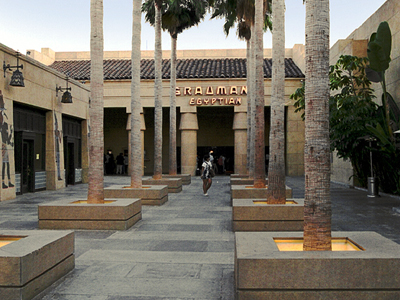
Plaza de entrada

## Historia
El teatro fue construido por el actor Sid Grauman. El arquitecto principal fue Raymond M. Kennedy, de la firma Meyer and Holler.
El edificio recuerda a un templo del Antiguo Egipto. 
El teatro se inauguró en 1922 con el estreno de la película de Douglas Fairbanks Robín de los bosques.
La compañía Netflix compró el teatro en abril de 2020 a American Cinematheque.